# حلزون أويلر

حلزون أولر ذو نهايتين. يستمر المنحنى ليتلاقى عند النقاط ذات العلامات، وذلك لأن "t" تميل إلى مالانهاية موجبة أو سالبة.

حلزون أولر هو منحنى، يتغير فيه الانحناء خطياً مع طول المنحنى (انحناء المنحنى الدائري يساوي متبادلة نصف قطر الدائرة). تعرف حلزونات أولر أيضاً بأسماء «سبيروس» و«كلوثويدس» و«حلزون كورنو».
ثمة تطبيقات لحلزونات أولر على حسابات الحيود. كما تستخدم على نطاق واسع كمحنى تحول في هندسة الطرق وهندسة السكك الحديدية لربط ونقل المستوى الهندسي بين المماس والمنحنى الدائري. تحدد المستوى الهندسي لحلزون أولر بواسطة مبدأ التغير الخطي لانحناء منحنى الانتقال بين المماس والمنحنى الدائري.
- يبدأ انحنائه بصفر عند المقطع المستقيم (المماس) ويزيد خطياً مع طول المنحنى
- عند التقاء الحلزون مع المنحنى الدائري، فإن الانحناء يساوي هذا الأخير

## وصلات خارجية
- Euler's spiral at 2-D Mathematical Curves
- Interactive example with JSXGraph